# قانون الجنسية في صوماليلاند
تم إملاء قانون الجنسية في أرض الصومال بموجب دستور صوماليلاند ، الذي تم تبنيه في 1 مارس 2002. المادة 4 من تأسيس جمهورية أرض الصومال . أقر مجلس النواب هذا القانون في الأول من مارس 2002 ووقعه رئيس الجمهورية في 3 يونيو 2002.

## مواطن

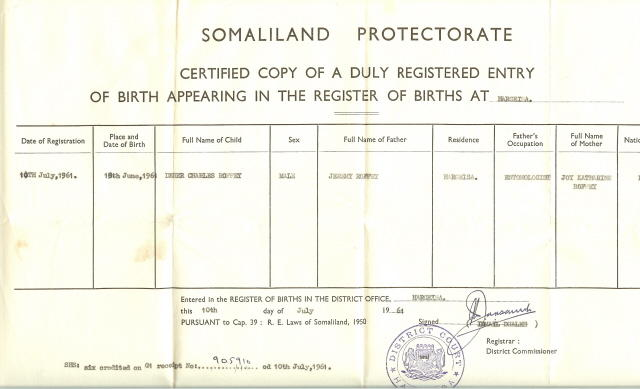
شهادة ميلاد قديمة بمحمية صوماليلاند.

تنص المادة 4 من دستور جمهورية أرض الصومال على ما يلي:
1. أي شخص من أبناء صوماليلاند ينحدر من شخص مقيم في أرض الصومال في 26 يونيو 1960 أو قبل ذلك يجب الاعتراف به كمواطن في أرض الصومال.

## الجنسية بالميلاد
1 مواطن صوماليلاند بالولادة هو أي شخص ينحدر أبوه من أشخاص أقاموا في أراضي صوماليلاند في 26 حزيران / يونيه 1960 وما قبل ذلك.
2 يجوز لمواطن صوماليلاند بالولادة الحصول على جنسية دولة أخرى (جنسية مزدوجة) دون أن يفقد جنسية أرض الصومال.
3 ما لم يتنازل طوعا عن حقه في جنسية صوماليلاند ، يجوز لأي ذرية بالغة لمواطن صوماليلاند يقيم في بلد أجنبي أو مواطن من بلد آخر أو لاجئ في بلد آخر أن يكتسب جنسية صوماليلاند في أول العودة إلى أراضي أرض الصومال.